# Даниловка (Єврейська автономна область)
Даниловка (рос. Даниловка) — село у Смідовицькому районі Єврейської автономної області Російської Федерації.
Орган місцевого самоврядування — Камишовське сільське поселення. Населення становить 858 осіб (2010).

## Історія
Згідно із законом від 26 листопада 2003 року органом місцевого самоврядування є Камишовське сільське поселення.

## Населення
| 2002 | 2010 |
| ---- | ---- |
| 856  | ↗858 |